# سورژو
سورژو (به فرانسوی: Surjoux) یک کمون در فرانسه است که در canton of Bellegarde-sur-Valserine واقع شده‌است.

## خصوصیات
سورژو ۴٫۳۱ کیلومترمربع مساحت و ۷۴ نفر جمعیت دارد.